# 建築緑化コーディネーター
建築緑化コーディネーター（けんちくりょくかコーディネーター）とは、一般社団法人AWG環境が運営する資格。

## 概要
建築緑化は、建築と造園の二つの専門分野にまたがる工事のために、建物緑化（屋上緑化・壁面緑化・人工地盤上の緑化を含む）の知識が十分でなく、そのため安易な設計、不注意な施工、無知な維持管理によるトラブルも多く見受けられており、建物緑化を安心・安全に設計・施工できる人材の育成が建物緑化の健全な普及にとって不可欠であり、建物緑化を安心・安全に設計・施工できる人材の育成を目指して資格認定を開始した。

## 名称
- 2004年より『スカイフロントコーディネーター・屋上緑化』資格試験が開始された。
- 2014年より『屋上緑化コーディネーター』に名称が改められた。
- 2019年より『建築緑化コーディネーター』に再度名称が改められた。
- 2023年より特定非営利活動法人屋上開発研究会から一般社団法人AWG環境に認定者が変更された。

## 試験範囲
- 屋上緑化概論（都市環境と屋上緑化・歴史・効果）
- 屋上緑化の建築計画及び設計（防水・耐根・排水・荷重・耐風・安全対策）
- 屋上緑化の植栽計画及び設計（人工土壌・肥料・灌水・樹木・草花・地被類）
- 屋上緑化の施工（施工計画・管理）
- 屋上緑化の維持管理（管理計画・体制）
- 壁面緑化（壁面の緑化計画・施工・維持管理）

## 受験資格
- 年齢、性別、国籍、は不問
- 次のいずれかに該当するもの

1. 建築業・造園業などに１年以上従事しているもの。
2. 建築・造園・土木などの専門教育機関で１年以上学んだもの。
3. 屋上開発研究会主催の講習会を受講したもの。
4. 屋上開発研究会が認めた講習会を受講したもの。

ここでいう建設業・造園業とは建築一般、土木建設業、造園業、造園関連資材 の生産・流通業、植物関連の生産・流通業などを指す。